# Kateřina Vacíková
Kateřina Vacíková (* 1. Februar 1983) ist eine tschechische Wildwasser-Kanutin vom SKUP Olomouc. Sie startete im Kajak-Einer und wurde 2006 Weltmeisterin im Team und 2008 Vize-Weltmeisterin im Einzelwettbewerb.

## Internationale Erfolge
Vacíková wurde 2008 Vize-Weltmeisterin im Einzelwettbewerb hinter Sabine Eichenberger aus der Schweiz und vor Manuela Stöberl aus Deutschland. Im Teamwettbewerb errang sie mit Petra Slováková und Anna Zasterová die Bronzemedaille.
Bei den Wildwasserrennsport-Weltmeisterschaften 2006 im heimischen Karlsbad wurde sie Weltmeisterin im Teamwettbewerb mit Michala Mruzková und Lenka Lagnerová vor Deutschland mit Alke Overbeck und Frankreich.
Bei den Wildwasserrennsport-Weltmeisterschaften 2002 im italienischen Valsesia wurde Vacíková im Teamwettbewerb der Kajak-Einer Dritte hinter Frankreich und Deutschland. – Das Rennen wurde aufgrund nur vier teilnehmender Mannschaften jedoch nicht als Weltmeisterschaftslauf gewertet.